# Kotulova dřevěnka
Kotulova dřevěnka je roubená lidová stavba v Havířově v Moravskoslezském kraji. Pochází z roku 1781 a je nejstarším dokladem původní zástavby. Kotulovu dřevěnku postavil jistý Folwarczny, jehož jméno je vyryté v trámu u vchodu do dřevěnky. Dřevěnka byla přístupná od roku 1955 až do roku 1989, pak byla uzavřena a poté byla slavnostně otevřena v roce 1997 jako další z poboček Muzea Těšínska. Přísluší k ní mladší zděná stodola s chlévem a větrný mlýnek. Je zde expozice lidového bydlení a zemědělství na přelomu 19. a 20. století.
Kotulova dřevěnka byla prohlášena kulturní památkou, je spravována Muzeem Těšínska.